# ويليام جونز (لاعب رماية)
ويليام جونز هو لاعب رماية كندي، ولد في 29 سبتمبر 1928، وتوفي في 16 أغسطس 2017 في بورت ألبيرني في كندا.

## وصلات خارجية
- ويليام جونز على موقع أوليمبيديا (الإنجليزية)